# Образование в Кыргызстане
Образование в Кыргызстане (как и во многих постсоветских странах)является обязательным в течение 11 лет, в возрасте от 6 до 17 лет. Система образования включает в себя начальную школу (4 года) и основную среднюю школу (5 лет). После завершения основной средней школы ученики могут продолжить обучение в профессионально-технических училищах, лицеях или специализированных школах.
Министерство образования и науки (МОН) осуществляет управление системой образования в Кыргызстане. Основные задачи МОН включают разработку образовательных стандартов, контроль за их соблюдением, улучшение качества образования и повышение квалификации педагогических кадров. Министерство также работает над увеличением доступности образования для всех граждан, особенно в сельских и отдаленных районах.
В последние годы в системе образования Кыргызстана произошли значительные изменения:
- Цифровизация образования: Внедрение современных технологий и цифровых платформ в образовательный процесс. Это включает использование онлайн-ресурсов, электронных учебников и дистанционных образовательных программ.
- Реформа школьной программы: Обновление учебных программ с целью соответствия международным стандартам и требованиям современного рынка труда. Включение новых дисциплин и курсов, таких как программирование, робототехника и предпринимательство.
- Поддержка педагогов: Реализация программ повышения квалификации для учителей, предоставление им дополнительных ресурсов и инструментов для эффективного преподавания. Повышение заработной платы педагогов и улучшение условий труда.
- Инклюзивное образование: Разработка и внедрение программ для обучения детей с особыми образовательными потребностями, создание инклюзивных школ и классов.
- Международное сотрудничество:  Установление партнерских отношений с зарубежными образовательными учреждениями, участие в международных проектах и программах обмена студентами и преподавателями.
В результате этих изменений, образовательная система Кыргызстана становится более современной, доступной и ориентированной на будущее, что позволяет учащимся лучше подготовиться к вызовам современного мира и успешно реализовать свои потенциалы.

## Структура и организация

### Дошкольное и начальное образование
Образование в Кыргызстане является обязательным в течение 11 лет, в возрасте от 6 до 17 лет. После четырёх лет начальной школы (1-4 классы), пять лет средней школы (5-9 классы), система предлагает два года старшей школы (10-11 классы), а также возможность продолжить обучение в профессионально-технических училищах и лицеях.
Министерство образования и науки (МОН) осуществляет управление системой образования в Кыргызстане. Основные задачи МОН включают разработку образовательных стандартов, контроль за их соблюдением, улучшение качества образования и повышение квалификации педагогических кадров. Министерство также работает над увеличением доступности образования для всех граждан, особенно в сельских и отдаленных районах.
На сегодняшний день воспитательно-образовательный процесс в дошкольных образовательных организациях (ДОО) проводится в соответствии с государственными стандартами Кыргызской Республики. Дошкольное образование включает программы, направленные на развитие, обучение и воспитание детей дошкольного возраста. Например:
- Общая воспитательная программа по воспитанию, обучению и развитию детей дошкольного возраста Л.В. Усенко, И.Г. Сейкельникова, 2014 г.
- Общеобразовательная (базисная) программа подготовки детей 6-7 лет к школе Л.В. Усенко, И.Г. Сейкельников, П.В. Знаменская, 2008 г.
В рамках этих программ осуществляются:
- Подготовка детей от 3 до 6 лет по «Базалыш».
- Предшкольная подготовка, которая проводится в соответствии с программой подготовки детей к школе (480 часов).
- Учебно-методические комплекты (УМК) «Золотой ключик»
- Цифровизация образования: Внедрение современных технологий и цифровых платформ в образовательный процесс. Это включает использование онлайн-ресурсов, электронных учебников и дистанционных образовательных программ.
- Реформа школьной программы: Обновление учебных программ с целью соответствия международным стандартам и требованиям современного рынка труда. Включение новых дисциплин и курсов, таких как программирование, робототехника и предпринимательство.
- Поддержка педагогов: Реализация программ повышения квалификации для учителей, предоставление им дополнительных ресурсов и инструментов для эффективного преподавания. Повышение заработной платы педагогов и улучшение условий труда.
- Инклюзивное образование: Разработка и внедрение программ для обучения детей с особыми образовательными потребностями, создание инклюзивных школ и классов- Международное сотрудничество: Установление партнерских отношений с зарубежными обмена студентами и преподавателями.

### Среднее образование
Среднее образование в Кыргызстане начинается с базового среднего образования, которое длится четыре года и является обязательным. Затем у учеников есть выбор между всесторонним (комплексным) и профессиональным образованием.
На 2024 год в Кыргызской Республике функционируют:
1. Организации начального профессионального образования: 100 профессиональных лицеев, в которых обучаются около 23 тысяч студентов.
2. Организации среднего профессионального образования: 114 колледжей и техникумов, где обучаются свыше 95 тысяч студентов.
Эти учреждения предлагают разнообразные программы подготовки, направленные на удовлетворение потребностей различных секторов экономики и развитие профессиональных навыков студентов.
Общереспубликанское тестирование (ОРТ) в Кыргызстане состоит из нескольких частей. В базовой части проверяются знания по математике и языкам (кыргызскому, русскому или английскому). Профильная часть включает тесты по одному из выбранных предметов, таких как физика, биология, химия или история, в зависимости от будущей специальности. Также есть дополнительные задания на логику и анализ. Эти компоненты оценивают общие и профильные знания абитуриентов для поступления в высшие учебные заведения.
Помимо обязательных тестов, есть возможность сдавать дополнительные предметы, чтобы повысить свои шансы на поступление в определённые специальности. Вот как обычно распределяются дополнительные предметы в зависимости от выбранной профессии:
Дополнительные предметы ОРТ в зависимости от специальности:
1. Медицина (включая стоматологию, фармацию и т.д.):
   - Биология
   - Химия
2. Инженерные специальности (включая компьютерные науки, информационные технологии и т.д.):
   - Математика
   - Физика
3. Экономика и управление (включая финансы, бизнес, маркетинг и т.д.):
   - Математика
   - История
   - География
4. Гуманитарные науки (включая филологию, журналистику, право, международные отношения и т.д.):
   - История
   - География
   - Иностранный язык (обычно английский)
5. Педагогика (включая специальности, связанные с преподаванием и образованием):
   - Математика
   - Иностранный язык
   - История
6. Социальные науки (включая социологию, психологию, социальную работу и т.д.):
   - История
   - География
   - Иностранный язык
Основной тест сдают все абитуриенты. Он состоит из следующих разделов: «Математика», «Аналогии», «Дополнение предложений», «Чтение и понимание текста на выбранном абитуриентом языке тестирования» и «Практическая грамматика выбранного абитуриентом языка». Продолжительность теста без учета заполнения необходимых форм и прослушивания инструкций занимает 3 часа 35 минут. Однако за счет того, что должны быть даны все необходимые инструкции, время процедуры увеличивается. Если вы закончите работу над разделом раньше установленного времени, вы можете проверить ее еще раз, после чего должны закрыть тетрадь и ждать, когда дадут команду работать над следующим разделом.
Тест можно сдавать один раз в текущем году. Нарушение этого требования влечет за собой аннулирование результатов тестирования.
Общереспубликанское тестирование (далее ОРТ) проводится для выявления абитуриентов, наиболее способных к обучению в вузах Кыргызской Республики, независимо от форм собственности вузов и их ведомственной подчиненности, как на грантовой, так и на контрактной основе, на дневной, вечерней и дистанционной формах обучения.
Студенты высших учебных заведений не могут быть участниками ОРТ. Основная цель теста - определить общеобразовательный уровень абитуриента и его готовность обучаться в высшем учебном заведении. Этот тест дает возможность показать реальные знания и умения, независимо от оценок, полученных в школе, оценивая общие математические, словесно-логические способности и грамматические навыки.
Основные профессиональные образовательные программы среднего профессионального образования могут осваиваться в очной, очно-заочной (вечерней), заочной формах и в форме экстерната. Положение об экстернате в СПУЗе утверждается Министерством образования и культуры Кыргызской Республики.
Организация образовательного процесса регламентируется учебным планом и расписанием учебных занятий для каждой специальности и формы обучения, которые разрабатываются и утверждаются СПУЗом самостоятельно на основе государственного образовательного стандарта и примерных учебных планов по специальностям среднего профессионального образования. По учебным дисциплинам (циклам дисциплин) в СПУЗе создаются предметные (цикловые), методические и другие комиссии.
В СПУЗах учебный год начинается 1 сентября и заканчивается согласно учебному плану по конкретной специальности и форме обучения. Не менее двух раз в течение учебного года для студентов устанавливаются каникулы общей продолжительностью не менее 10 недель в год, в том числе в зимний период - не менее 2 недель.
В СПУЗах устанавливаются следующие основные виды учебных занятий: урок, лекция, семинар, практическое занятие, лабораторное занятие, контрольная работа, консультация, самостоятельная работа, производственная (профессиональная) практика, выполнение курсовой работы (курсовое проектирование), выполнение выпускной квалификационной работы (дипломного проекта, дипломной работы), а также могут проводиться другие виды учебных занятий.
Для всех видов аудиторных занятий академический час устанавливается продолжительностью 45 минут.
Недельная учебная нагрузка студентов обязательными учебными занятиями с преподавателем не должна превышать 36 академических часов.

### Высшее образование
Высшее образование включает в себя университеты, академии, специализированные высшие учебные заведения и институты. Количество высших учебных заведений выросло за время независимости КР — от 12 в 1991 году до 50 в 2015 году. Численность студентов с 1991 года возросла, также, в 4 раза и составила в 2014/5 учебном году 223,2 тысячи человек.
Из действующих в настоящее время вузов — 33 вуза — государственных и 21 — негосударственный.
С 2012 года Киргизская Республика перешла на двухуровневую систему высшего образования, которая даёт возможность получения степени бакалавра (240 кредитов), магистра (120 кредитов) и специалиста (5 лет обучения, ряд медицинских, инженерных специальностей и специальностей, связанных с творчеством).
Высшими учебными заведениями Кыргызстана являются:
- Киргизско-российский славянский университет имени Бориса Ельцина (созданный в рамках межгосударственных соглашений)
- Киргизско-Турецкий университет
- академии
- институты
- Американский университет в Центральной Азии (учредитель — иностранный гражданин)
- Международный университет "Ала-Тоо" (учредитель — иностранный гражданин) и др.

В республике также функционируют 7 филиалов российских вузов.
Были высказаны критические замечания по поводу компетентности преподавателей университетов в Кыргызстане: если для преподавания в университете, теоретически, требует степень магистра, большинство преподавателей, фактически, имеют степень бакалавра или вообще не имеют степени.
Деятельность всех профессиональных образовательных учреждений требует наличия лицензии на все реализуемые программы обучения. Право выдачи дипломов государственного образца имеют профессиональные образовательные организации, прошедшие аттестацию, а с 2016 года — аккредитацию.
Программы послевузовского обучения включают в себя аспирантуру и докторантуру. Защита диссертации позволяет получить степень кандидата наук. С 2013 года в 6 вузах внедряется, также, программа PhD (доктор философии).
В Киргизской Республике, также, проводятся программы, целью которых является подготовка, переподготовка и повышение квалификации взрослых. Их предоставляет более 1000 организаций. Эти программы могут быть направлены, как на повышение или приобретение профессиональных компетентностей человека для более успешной деятельности на рынке труда, так и реализации личных творческих интересов и способностей.

## Проблемы в системе образования
В настоящее время система образования Кыргызстана сталкивается с несколькими значительными проблемами, несмотря на усилия по реформированию.
1. Качество образования: Более половины учеников в начальной школе не имеют базовых навыков чтения и математики. Это приводит к плохой функциональной грамотности, что снижает их шансы на успешное участие в жизни общества и экономике.
2. Недостаток учителей: В некоторых регионах учителя вынуждены преподавать несколько предметов из-за нехватки квалифицированных педагогов. Это негативно сказывается на качестве образования, так как учителя часто не обладают достаточной компетентностью по всем преподаваемым предметам.
3. Отсутствие инфраструктуры: Множество школ в сельских районах перегружены, что снижает качество обучения. В некоторых случаях ученики не имеют доступа к учебникам и другим необходимым ресурсам.
4. Доступ к образованию для уязвимых групп: Около шести процентов детей школьного возраста не посещают школу. Среди них дети с ограниченными возможностями, работающие дети в сельских районах и дети мигрантов. Система регистрации и мониторинга посещаемости школ недостаточно развита, что усугубляет проблему.
5. Подготовка и развитие учителей: Учителя нуждаются в профессиональном развитии для улучшения своих предметных и педагогических знаний. Им необходимы навыки использования ИКТ в обучении, а также эффективные методы оценки учеников.
Для решения этих проблем проводятся различные реформы и инициативы, направленные на улучшение качества образования, привлечение и удержание квалифицированных учителей, а также повышение доступности образования для всех детей, включая наиболее уязвимых.

## Деятели образования
Старшие аксакалы и тысячники города Ош мулла Султан и его брат мулла Кудрат Таирбаевы были инициаторами открытия русско-туземной школы в городе Ош. При этом они же предоставляли денежные средства на расходы по открытию русско-туземной школы. Уездные власти Оша считали, что «готовность населения добровольно жертвовать денежные средства на содержание школ дают основание предполагать, что туземное население само пришло к сознанию необходимости изучения молодым поколением русской грамоты и предвидит всю ту пользу, которую извлечет молодёжь из знаний приобретенных в школах».
Русско-туземные школы — это школы начального образования, открытые русской администрацией Туркестанского края для обучения детей местного населения в XIX веке. Эти школы являлись первыми школами европейского типа, в которых получали светское образование представители местного населения в Туркестане. Целью этих школ являлось обучение детей местного населения русскому языку и приобщение к ценностям европейской и русской культуры, имея в виду подготовку из них в последующем чиновников низового звена администрации края. Обучение русскому языку в этих школах начиналось с первого года обучения.
15 января 1887 года старшие аксакалы и тысячники города Ош Султан и Кудрат Таирбаевы при помощи начальника Ошского уезда М. Е. Ионова и Туркестанских властей в старой части города Ош открыли русско-туземную школу. В школе тогда работали: заведующий В. Ф. Орлов, две учительницы, в дальнейшем учитель мусульманской грамоты Б. С. Султанов и один служитель. Эта школа давала лишь первоначальные навыки русско-мусульманской грамоты, которые были необходимы для низших служащих уезда и волостей. А в 1915 году местное русско-туземное училище увеличивает свои классы и количество учителей. Если раньше это было одно классное помещение, то с января, генерал-губернатор Туркестанского края разрешил дополнить училище вторым классом и комплектом на 1 учителя — Журахона Зайнобиддинова. Тогда же уездное управление выделило для расширения здания училища 740 руб. 39 коп. В дальнейшем эта школа была переименована именем 25-го Октября.
На базе Ошской русско-туземной школы (в дальнейшем — школа имени 25-го Октября) мулла Рахмонберди Мадазимов и Балтыходжа Султанов организовали библиотеку — первую до революции на Юге Кыргызстана. Книги для библиотеки они покупали за счёт собственных средств.
Лидерами и идеологами джадидизма на юге Кыргызстана были мулла Рахмонберди Мадазимов, Балтыходжа Султанов и путешественник и революционер Фазылбек Касымбеков. В начале 20-го века Рахмонберди Мадазимов, Балтыходжа Султанов и Фазылбек Касымбеков открыли джадидскую школу в Оше, где обучалось более 60 детей, а в школе Кара-Суу — 20 детей.
В то время было крайне мало людей знавших грамоту. Грамоту получали в основном дети из буржуазного сословия и богатых семей. Многие просвещённые и передовые люди того времени были выпускниками русско-туземной школы. Среди них были: Рахмонберди Мадазимов, Балтыходжа Султанов, Журахон Зайнобиддинов, Уринбой Рахмонов, которые внесли большой вклад в социально-экономическое развитие Кыргызстана. Они уделяли большое внимание народному образованию, развитию сети советских школ на юге Кыргызстана. Они внесли большой вклад в развитие народного образования Ошской области. 20 мая 1918 года Рахмонберди Мадазимов, Балтыходжа Султанов приняли активное участие в формировании в Оше совета народного образования. При непосредственном участии Рахмонберди Мадазимова и Балтыходжи Султанова в августе 1918 года был открыт первый детский сад на 95 человек, в Ошском уезде в 1918 году было открыто 13 школ, где обучалось 939 детей и подростков. По их предложению была организована бесплатная раздача горячей пищи для голодных детей и сирот.
Журахон Зайнобиддинов был основателем и первым начальником управления образования Ошского уезда, одним из основателей союза комсомола в городе Ош. Внёс большой вклад в развитие системы образования Кыргызстана.